# Leichtathletik-Weltmeisterschaften 1987/4 × 400 m der Frauen

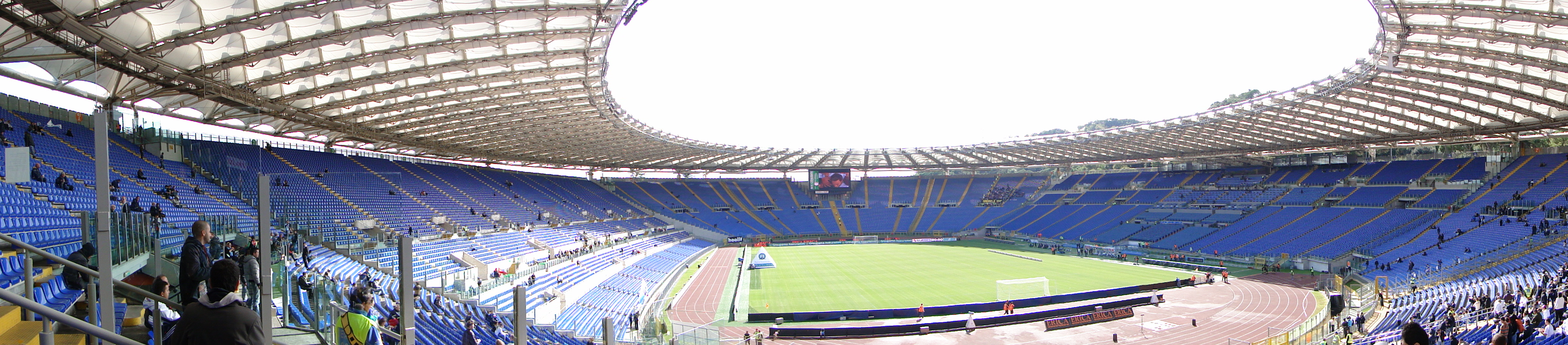
Das Olympiastadion in Rom

Die 4-mal-400-Meter-Staffel der Frauen bei den Leichtathletik-Weltmeisterschaften 1987 am 5. und 6. September 1987 im Olympiastadion der italienischen Hauptstadt Rom ausgetragen.
Weltmeister wurde die Staffel der DDR in der Besetzung Dagmar Neubauer, Kirsten Emmelmann, Petra Müller und Sabine Busch (Finale) sowie der im Vorlauf außerdem eingesetzten Cornelia Ullrich.
Den zweiten Platz belegte die Sowjetunion mit Aelita Jurtschenko, Olga Nasarowa, Marija Pinigina und Olha Bryshina.
Bronze ging an die Vereinigten Staaten (Diane Dixon, Denean Howard-Hill, Valerie Brisco-Hooks, Lillie Leatherwood).
Auch die nur im Vorlauf eingesetzte Läuferin der Siegerstaffel erhielt eine Goldmedaille.

## Rekorde

### Bestehende Rekorde
| Weltrekord | 3:15,92 min | DDR (Kerstin Walther, Sabine Busch, Dagmar Rübsam, Marita Koch) | Erfurt, DDR (heute Deutschland) | 3. Juni 1986    |
| WM-Rekord  | 3:19,73 min | DDR (Kerstin Walther, Sabine Busch, Marita Koch, Dagmar Rübsam) | WM 1983 in Helsinki, Finnland   | 14. August 1983 |

### Rekordverbesserung
Die Weltmeisterstaffel aus der DDR (Dagmar Neubauer, Kirsten Emmelmann, Petra Müller, Sabine Busch) verbesserte den bestehenden WM-Rekord im Finale am 6. September um 1,10 Sekunden auf 3:18,63 min.

## Vorrunde
5. September 1987
Die Vorrunde wurde in zwei Läufen durchgeführt. Die ersten drei Staffeln pro Lauf – hellblau unterlegt – sowie die darüber hinaus zwei zeitschnellsten Teams – hellgrün unterlegt – qualifizierten sich für das Halbfinale.

### Vorlauf 1
| Platz | Staffel     | Besetzung                                                                    | Zeit (min) |
| ----- | ----------- | ---------------------------------------------------------------------------- | ---------- |
| 1     | Sowjetunion | Aelita Jurtschenko Olga Nasarowa Marija Pinigina Olha Bryshina               | 3:20,75    |
| 2     | USA         | Diane Dixon Denean Howard-Hill Valerie Brisco-Hooks Lillie Leatherwood       | 3:22,35    |
| 3     | Kanada      | Charmaine Crooks Molly Killingbeck Marita Payne-Wiggins Jillian Richardson   | 3:24,50    |
| 4     | Frankreich  | Nathalie Simon Nadine Debois Helene Huart Fabienne Ficher                    | 3:27,76    |
| 5     | Kuba        | Esther Petitón Odalis Hernández Tania Fernández Ana Fidelia Quirot           | 3:29,28    |
| 6     | Kenia       | Geraldine Shitandayi Florence Wanjiru Esther Kawaya Francisca Chepkurui      | 3:30,16    |
| 7     | Brasilien   | Suzete Montalvao María Fialho Bortolocci, Soraya Telles María Figueirêdo     | 3:30,91    |
| 8     | Indien      | Vandana Shanbag Vandana Rao Shiny Abraham Pilavullakandi Thekkeparambil Usha | 3:31,55    |

### Vorlauf 2
| Platz | Staffel        | Besetzung                                                                 | Zeit (min) |
| ----- | -------------- | ------------------------------------------------------------------------- | ---------- |
| 1     | DDR            | Kirsten Emmelmann Dagmar Neubauer Cornelia Ullrich Petra Müller           | 3:21,97    |
| 2     | Bulgarien      | Malena Andonowa Rossiza Stamenowa Pepa Pawlowa Juliana Marinowa           | 3:25,85    |
| 3     | BR Deutschland | Karin Lix Helga Arendt Gudrun Abt Gisela Kinzel                           | 3:26,75    |
| 4     | Jamaika        | Cathy Rattray-Williams Sandie Richards Sandra Farmer-Patrick Ilrey Oliver | 3:27,13    |
| 5     | Ungarn         | Erzsébet Szabó Erika Szopori Noemi Bátori Judit Forgács                   | 3:31,56    |
| 6     | Italien        | Rossana Morabito Cosetta Campana Nevia Pistrino Erica Rossi               | 3:31,72    |
| 7     | Spanien        | Rosa Colorado Cristina Pérez Montserrat Pujol Blanca Lacambra             | 3:32,01    |
| 8     | Irland         | Carroll Walsh Barbara Johnson Patricia Walsh Patricia Amond               | 3:32,56    |

## Finale
6. September 1987
| Platz | Staffel        | Besetzung | Zeit (min) |
| ----- | -------------- | --- | ---------- |
| 1     | DDR            | Dagmar Neubauer Kirsten Emmelmann Petra Müller Sabine Busch (Finale) im Vorlauf außerdem: Cornelia Ullrich    | 3:18,63 CR |
| 2     | Sowjetunion    | Aelita Jurtschenko Olga Nasarowa Marija Pinigina Olha Bryshina                                                | 3:19,50    |
| 3     | USA            | Diane Dixon Denean Howard-Hill Valerie Brisco-Hooks Lillie Leatherwood                                        | 3:21,04    |
| 4     | Kanada         | Charmaine Crooks Molly Killingbeck Marita Payne-Wiggins Jillian Richardson                                    | 3:24,11    |
| 5     | BR Deutschland | Ute Thimm (Finale) Helga Arendt Gudrun Abt Gisela Kinzel im Vorlauf außerdem: Karin Lix                       | 3:24,94    |
| 6     | Jamaika        | Cathy Rattray-Williams Sandra Farmer-Patrick Ilrey Oliver Sandie Richards                                     | 3:27,51    |
| 7     | Frankreich     | Nathalie Simon Nadine Debois Helene Huart Fabienne Ficher                                                     | 3:27,60    |
| 8     | Bulgarien      | Zvetanka Iliewa (Finale) Rossiza Stamenowa Pepa Pawlowa Juliana Marinowa im Vorlauf außerdem: Malena Andonowa | 3:30,24    |

## Video
- 1987 World Championships 4x400m relay Women auf youtube.com, abgerufen am 5. April 2020